# Prospect Heights (Illinois)
Prospect Heights je grad u američkoj saveznoj državi Ilinois. Prema popisu stanovništva iz 2010. u njemu je živjelo 16.256 stanovnika.